# Friedrich Heinrich Geffcken

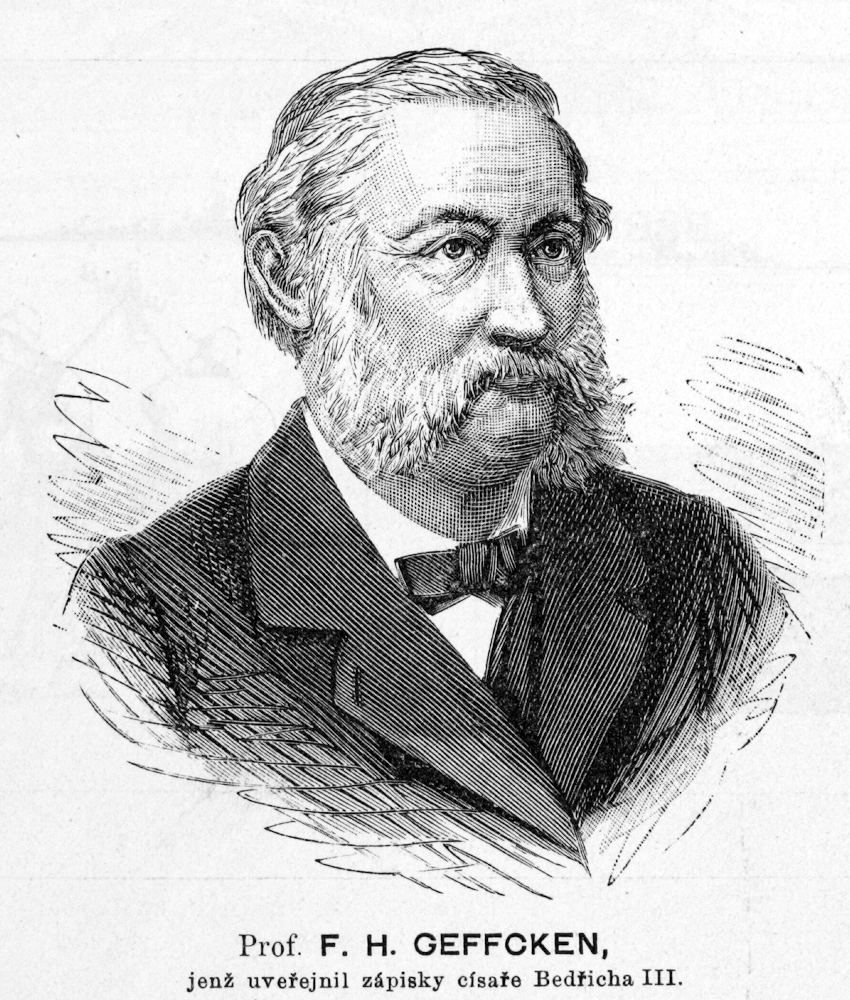
F. H. Geffcken (1888)

Friedrich Heinrich Geffcken (* 9. Dezember 1830 in Hamburg; † 1. Mai 1896 in München) war ein deutscher Jurist, Politiker, Diplomat und Publizist.

## Leben
Friedrich Heinrich Geffcken war der einzige Sohn des Hamburger Senators Heinrich Geffcken. Er immatrikulierte sich 1850 an der Universität Bonn, wo er Geschichte, darauf an der Universität Göttingen, wo er Jura studierte. Während seines Studiums wurde er 1850 Mitglied der Bonner Burschenschaft Frankonia. Nachdem er sich noch einen Winter in Berlin aufgehalten hatte und dort in Beziehung zu der Partei des Deutschen Wochenblatts getreten war, wurde er 1854 zum Legationssekretär bei der Gesandtschaft der Freien Städte in Paris ernannt, 1855 zum Kommissar bei der Weltausstellung, 1856 zum hamburgischen Geschäftsträger in Berlin und 1859 zum hanseatischen Ministerresidenten dort. 1866–68 war Geffcken diplomatischer Vertreter der Hansestädte am Hof von St. James in London, von wo er Mitte 1868 nach Gründung des Norddeutschen Bundes nach Hamburg zurückkehrte, um als Syndikus bis 1872 dem Senat anzugehören.
Seit 1872 Professor des Völkerrechts und der Staatswissenschaft an der Universität Straßburg, trat er 1881 krankheitsbedingt in den Ruhestand und siedelte wieder nach Hamburg über.
Geffcken war ein politischer Gegner von Reichskanzler Otto von Bismarck. Dieser nutzte die Gelegenheit, Geffcken wegen dessen unerlaubter Veröffentlichung der Kriegstagebücher des gerade verstorbenen Kaisers Friedrich III. des Hochverrates anzuklagen. Um einer drohenden Verhaftung und einem Prozess zu entgehen, wurde Geffcken von seinen Angehörigen im Juni 1888 in die Koblenzer Kuranstalt "Bad Laubbach am Rhein" unter der Leitung von Heinrich Averbeck (1844–1889) zur Beobachtung wegen innerfamiliärer Probleme verbracht. Dennoch wurde er im September 1888 inhaftiert. Später wurde die Anklage fallengelassen und er erlangte als gebrochener Mann im Januar 1889 die Freiheit zurück. Darauf musste er Hamburg verlassen und verlegte seinen Wohnsitz nach München.

## Familie
1860 heiratete Geffcken Caroline Immermann (1840–1909), die einzige Tochter des Dichters Carl Leberecht Immermann. Das Paar hatte vier Söhne und zwei Töchter, darunter:
- Karl Heinrich Johannes (* 2. Mai 1861; † 11. Juni 1935) ⚭ 1888 Antonie Schultz (1863–1903), Professor für klassische Philologie
- Otto Wilhelm Heinrich (* 27. Juni 1865; † 5. Februar 1916), Professor der Rechte
- Eva Maria Viktoria (1866–1936)
- Marianne Eva Victoria (* 9. September 1870; † 30. Januar 1947) ⚭ Felix von Eckardt (Vater) (1866–1936), Eltern von Felix von Eckardt (1903–1979), Pressesprecher unter Konrad Adenauer
- Walter (1872–1950), Maler

Zwei weitere Kinder, der Sohn Karl und die Tochter Elisabeth, starben im Kindesalter.

## Werke
- Der Staatsstreich vom 2. Dezember 1851 und seine Rückwirkung auf Europa (Leipzig 1870)
- Die Alabamafrage (Stuttgart 1872)
- Staat und Kirche in ihrem Verhältnis geschichtlich entwickelt (Berlin 1875)
- Zur Geschichte des orientalischen Kriegs (Berlin 1881)
- Die völkerrechtliche Stellung des Papstes in Franz von Holtzendorffs Handbuch des Völkerrechts (1885)
- Frankreich, Rußland und der Dreibund, Berlin, Wilhelmi 1893

Außerdem begründete er mit Carl Mühlhäußer die Zeitfragen des christlichen Volkslebens, in welcher Sammlung er selbst veröffentlichte: Der Sozialismus (Heilbronn 1877) und Die Reform der Reichssteuern (1879). Von Georg Friedrich von Martens’ und Ferdinand de Cornot de Cussys Recueil manuel et pratique de traités bearbeitete er den 1. Band der 2. Serie (Leipzig 1885).